# O Jardim das Cerejeiras
O Jardim das Cerejeiras (Вишнëвый сад ou Vishnyovy como dito em russo) foi a última peça escrita pelo escritor e dramaturgo russo Anton Tchekhov. Ela foi encenada pela primeira vez em 17 de janeiro de 1904 pelo Teatro de Arte de Moscou em uma produção dirigida por Constantin Stanislavski. Tchecov caracterizava esta peça como uma comédia com alguns elementos da farsa; no entanto Stanislavski insistia em dirigir a peça como uma tragédia. Desde essa produção inicial os diretores tiveram que lidar com a dualidade da natureza desta peça.
A historia apresenta temas de futilidade cultural – tanto as tentativas fúteis da aristocracia de manter seu status quanto da burguesia em achar um significado para o materialismo recém conquistado. Refletindo as forças de trabalho sócio econômicas na Rússia na virada do século XX, incluindo a ascensão da classe média logo apos a abolição da escravidão na metade do século XIX e o declínio da aristocracia, a peça retrata as forças de trabalho ao redor do mundo naquele período.
Desde a primeira produção no Teatro de Arte de Moscou, essa peça tem sido traduzida e adaptada para diversas línguas e produzida por todo o mundo, se tornando uma obra clássica da literatura dramática. Alguns dos maiores diretores do mundo a dirigiram, cada um interpretando a obra a sua maneira. Alguns destes diretores incluem Charles Laughton, Peter Brook, Andrei Serban, Eva Le Gallienne, Jean-Louis Barrault, Tyrone Guthrie, Giorgio Strehler and Ajitesh Bandopadhyay.
A obra influenciou o trabalho de muitos artistas como Eugene O'Neill, George Bernard Shaw, Abby Knipp, David Mamet e Arthur Miller.

## Antecedentes
Há muitas experiências pessoais de Tchekhov que podem ter influenciado diretamente a sua escrita do Jardim das Cerejeiras. Quando Tchekhov tinha dezesseis anos de idade, sua mãe se endividou depois de ter sido enganada por alguns pedreiros contratados para construir uma pequena casa. Um ex-inquilino, Gabriel Selivanov, ofereceu ajuda financeira, mas secretamente comprou a casa para ele mesmo. Praticamente ao mesmo tempo, a casa onde Tcheckhov viveu sua infância em Tanganrog foi vendida para pagar sua hipoteca. Estas questões financeiras e domesticas marcaram profundamente as suas memórias e iriam reaparecer na obra O Jardim das Cerejeiras.
Posteriormente, vivendo em uma propriedade no interior de Moscou, Tchekhov desenvolveu um interesse por jardinagem e plantou seu próprio jardim de cerejeiras. Depois de se mudar para Yalta por conta de problemas de saúde, Tchekhov ficou devastado ao saber que o comprador da sua antiga propriedade havia derrubado a maioria das cerejeiras. Numa viagem em busca de reencontrar seus fantasmas de infância, em Taganrog, ele ficou horrorizado com os efeitos devastadores do desmatamento causado pela industrialização. Foram naqueles bosques e nas florestas que ele conheceu durante suas férias na Ucrânia que ele nutriu pela primeira vez sua paixão por ecologia (essa paixão é retratada pelo personagem Dr. Astrov em sua peça anterior Tio Vanya, que tinha no amor pelas florestas sua única paz). Havia um belo e famoso jardim de cerejeiras na fazenda de amigos da família, onde ele passou suas férias de infância, e em seu antigo conto “Steppe”, Tchekhov retrata um jovem menino atravessando a Ucrania entre campos de flores de cerejeira. Finalmente, os primeiros vislumbres do nascimento do que seria sua última peça, viria de uma anotação concisa em seu caderno de 1897: “jardim de cerejeira”. Hoje, o jardim de Chekhov em Yalta sobrevive ao mesmo tempo que O Jardim de Cerejeiras como um monumento a um homem cuja paixão pelas arvores se igualava à paixão pelo teatro. De fato, as árvores geralmente são heróis e vítimas, simbólicos e emudecidos, de suas histórias e peças; tanto assim que Tchechov é geralmente destacado como o primeiro autor ecológico da Europa.
Tchekhov escreveu O Jardim das Cerejeiras ao longo de vários anos, alternando períodos de alegria vertiginosa e frustração abatida que ele considerava beirando o ócio (em uma carta ele escreveu “Cada frase que eu escrevo me soa totalmente inútil”). Ao longo deste período ele também foi restringido por uma tuberculose crônica. Protegido pela natureza, Tchekhov agia de maneira bastante discreta sobre os aspectos deste trabalho, até mesmo quanto ao título. No final do verão de 1902 ele ainda não tinha compartilhado nada da peça com ninguém de sua família nem do Teatro de Arte. Somente para consolar sua esposa Olga Knipper que estava se recuperando de um aborto natural, ele finalmente a deixou saber do título da peça, sussurrando para ela o título mesmo estando os dois sozinhos. Tchekhov estava aparentemente encantado com a sonoridade do título e teve a mesma sensação de triunfo meses depois quando finalmente o revelou a Stanislavski. Em outubro de 1903 a peça foi finalizada e enviada ao Teatro de Arte de Moscou. Três semanas depois Tchekhov chegou nos ensaios no que seria uma tentativa  fútil de arrancar toda a “choradeira” da peça que Stanislavski tinha desenvolvido. O autor aparentemente também riu-se quando, durante os ensaios, a palavra “jardim” foi substituída pela palavra mais prática “plantação”, sentindo que com aquela palavra ele havia capturado perfeita e simbolicamente a impraticabilidade de todo um modo de vida.
Embora críticos da época tivessem opiniões divididas sobre a peça, a estreia de O Jardim de Cerejeiras  no Teatro de Arte de Moscou em 17 de janeiro de 1904 (aniversário de Tchekhov) foi um sucesso retumbante e a peça foi quase que imediatamente apresentada em muitas das cidades da província. Esse sucesso não se limitou à Russia somente, já que a peça logo foi vista internacionalmente com grande clamor. Assim que a peça estreou, Tchekhov partiu para a Alemanha devivo à piora de sua saúde, morrendo em julho de 1904.

## Temas
Um dos principais temas da peça é como as pessoas são afetadas pelas mudanças sociais. A emancipação dos servos em 19 de fevereiro de 1861 por Alexander II permitiu aos ex-servos adquirirem riqueza e status, enquanto alguns aristocratas empobreciam, incapazes de manter suas propriedades sem o trabalho barato da escravidão. O efeito dessas reformas ainda eram sentidos enquanto Tchekhov escrevia a peça quarenta anos depois da emancipação em massa.
Tchekhov ogirinalmente concebeu a peça como uma comédia (inclusive a página titulo da obra se refere a ela desta maneira), e em cartas nota-se que seria, em alguns momentos, quase farsesca. Quando ele viu a montagem original do Teatro de Arte de Moscou dirigida por Constantin Stanislavski, ele ficou horrorizado ao descobrir que o diretor havia transformado a peça em uma tragédia. 
Enquanto a visão Marxista da peça prevalece, uma visão alternativa é de que O Jardim das Cerejeiras foi um tributo de Tchekhov a si mesmo. Muitos dos personagens da peça remontam a suas obras anteriores e são baseados em pessoas que ele conheceu. Deve também ser notado que a casa em que passou sua infância foi comprada e demolida por um milionário considerado um amigo por sua mãe. A batida de violão nos atos 2 e 4 remontam a seus trabalhos anteriores. Finalmente, a clássica “arma carregada” que aparece em muitas de suas peças aparece aqui, mas esta é a única peça em que uma arma é mostrada e não disparada.

## Personagens

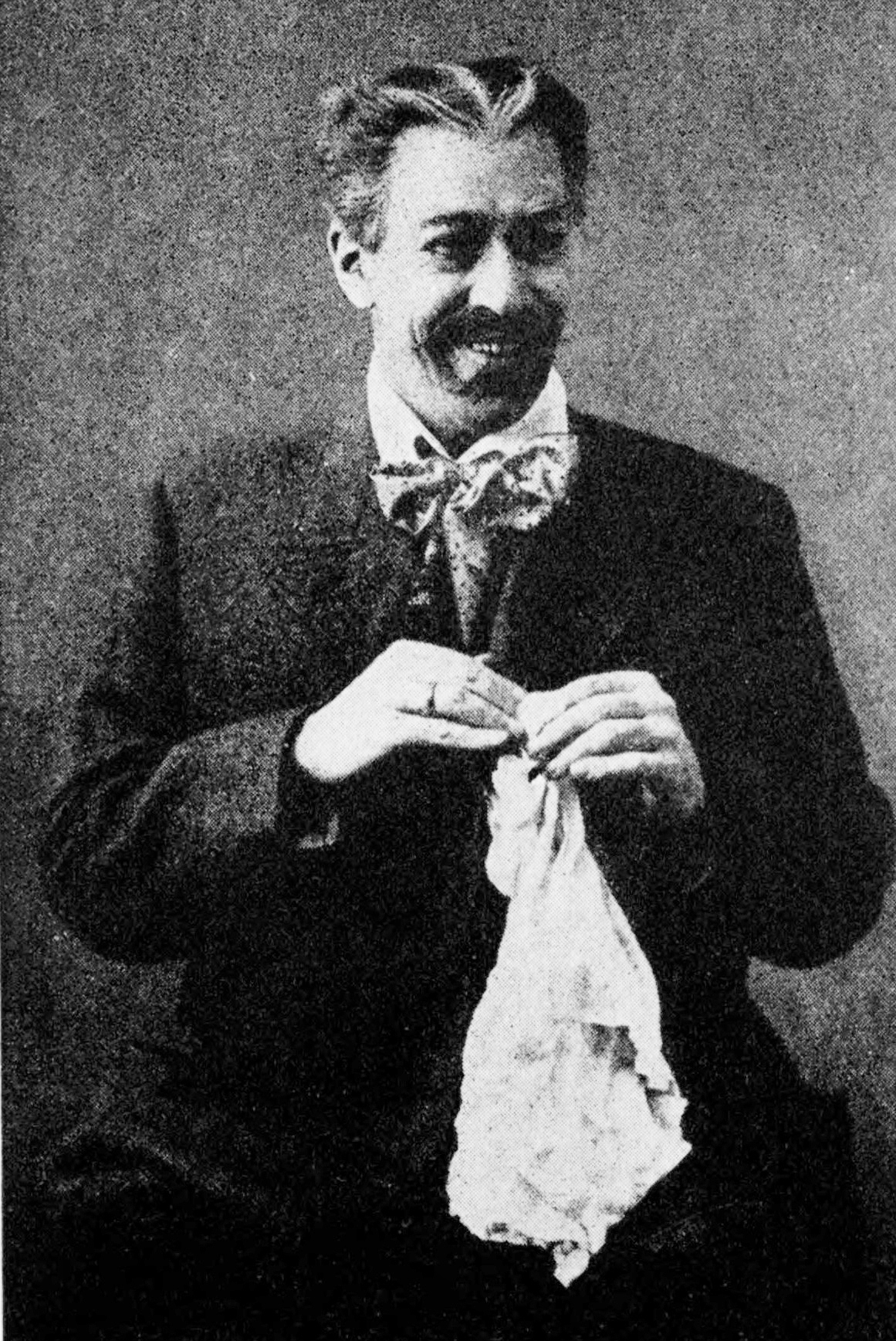
Constantin Stanislavski como Leonid Gaiev em uma produção de O Jardim das Cerejeiras do Teatro de Arte de Moscou, 1922.

- Liubov Andréievna Ranévskaia é a dona da propriedade.
- Ania é a filha de Liubov, tem 17 anos.
- Varia é a filha adotiva de Liubov, tem 27 anos.
- Peter Trofimov é um estudante e também o interesse amoroso de Ania.
- Boris Borisovich Simeonov-Pishchik é um proprietário de terras.
- Leonid Andreieveitch Gaiev é o irmão de Liubov.
- Iermolai Alexeievitch Lopakhin é um comerciante.
- Charlotta Ivanovna é uma governanta.
- Iepikhodov é um funcionário da propriedade de Liubov.
- Duniasha é uma empregada.
- Firsé um servo, tem 87 anos.
- Iasha é um jovem servo.